# Танистрофеи
 Танистрофеи (лат. Tanystropheus, от др.-греч. τᾰνυ- +στροφεύς, длинный шарнир) — род вымерших пресмыкающихся из семейства Tanystropheidae клады архозавроморф, характеризующийся необыкновенно длинной шеей. Жил во времена триасового периода (247,2—208,5 млн лет назад).

## Описание

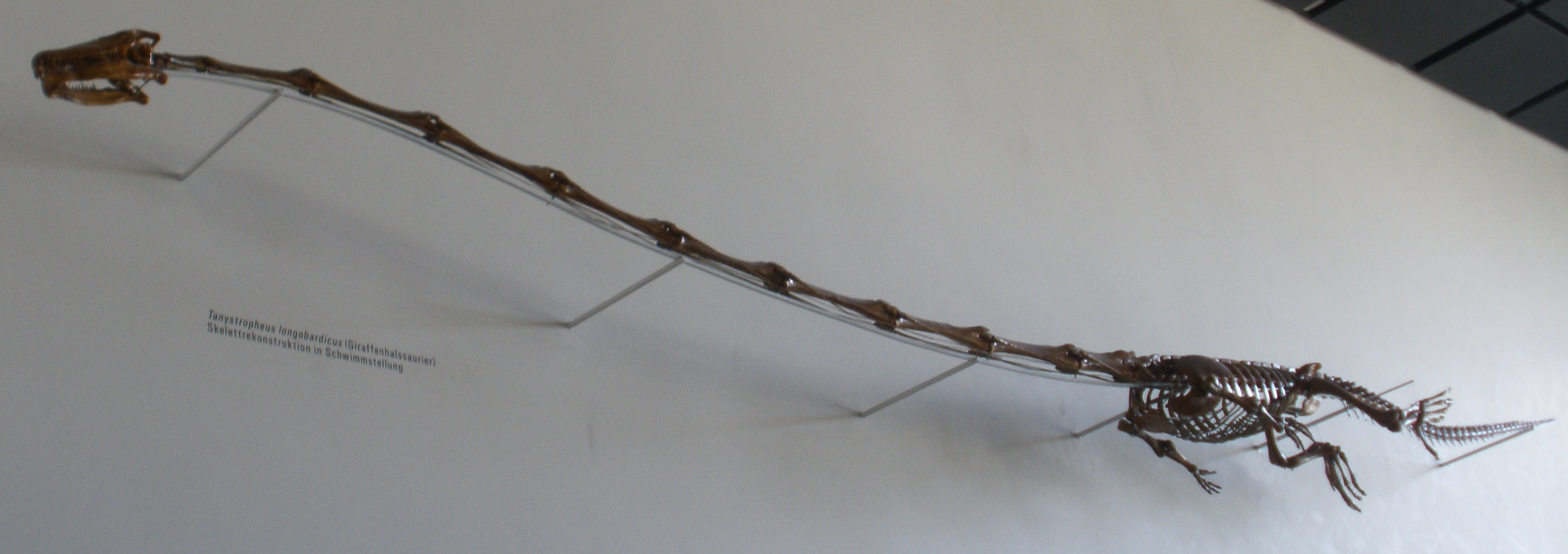
Реконструкция скелета Tanystropheus longobardicus из

Длина тела достигала 5 метров, из которых на шею приходилось до 3,5 метра. Голова была маленькой. У небольших особей (обычно их считают молодыми) в передней части пасти зубы были острыми и коническими, в задней — с тремя вершинами; дополнительные зубы имелись на нёбе. У крупных особей (их считают взрослыми животными) зубы на нёбе отсутствовали; остальные зубы были конической формы. Шею составляли 12—13 удлинённых позвонков. Несмотря на длину, шея танистрофеев была недостаточно гибкой для того чтобы служить «удочкой». К тому же, она была слишком тяжёлой: вместе с головой она весила почти столько же, сколько всё остальное тело (в этом плане он несколько напоминал современных жирафов). Грудной отдел позвоночника содержал 13 двояковогнутых позвонков; крестцовый отдел состоял из двух позвонков; хвостовых позвонков было около 12. Хвост не был сплющенным с боков. Задние конечности были примерно в 1,7 раза длиннее передних. Кроме нёбных зубов и двояковогнутых позвонков, Tanystropheus обладал рядом других архаичных признаков: теменное отверстие, брюшные рёбра и др.

## История исследования
В 1830-х годах в среднетриасовых отложениях Баварии немецкий палеонтолог Георг Граф цу Мюнстер обнаружил окаменелости стержнеобразых костей длиной более 30 сантиметров. Позже Герман фон Майер описал их как хвостовые позвонки ранее неизвестного динозавра, получившего название Tanystropheus conspicuus.
В 1886 году в Безано были найдены многочисленные кости крупного животного. Находка была изучена итальянским геологом и палеонтологом Франческо Бассани. Исследователь отметил наличие длинных костей, которые он посчитал костями фаланг, аналогичных фалангам птерозавров, удерживающих летательную перепонку. Находку он окрестил Tribelesodon longobardicus («Зуб с тремя остриями из Ломбардии») из-за трёхвершинных зубов.

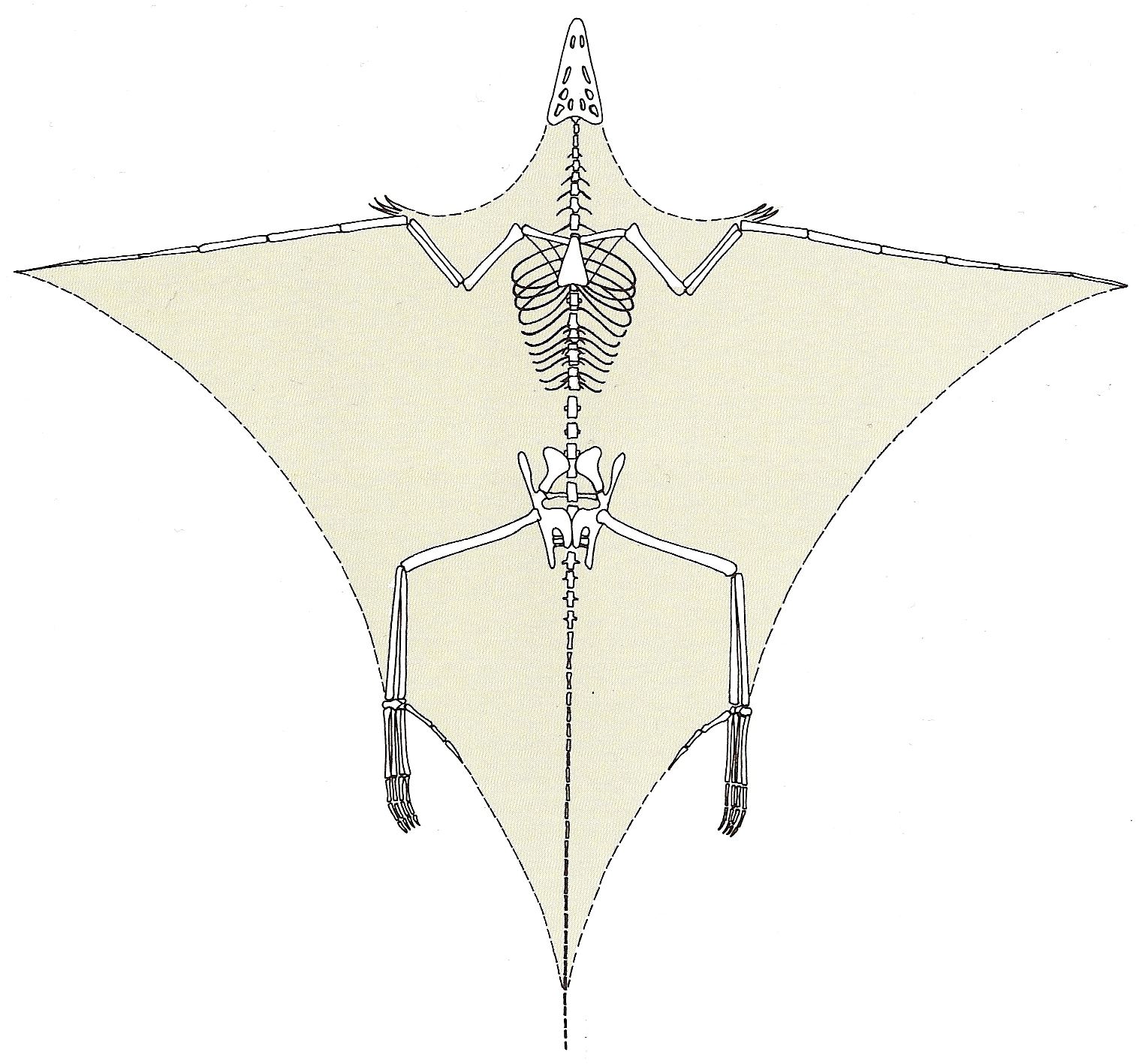
Реконструкция Tribelesodon Ференца Нопчи в качестве летающей рептилии

В 1923 году венгерский палеонтолог Ференц Нопча, на основе исследований Бассани, создал реконструкцию животного.

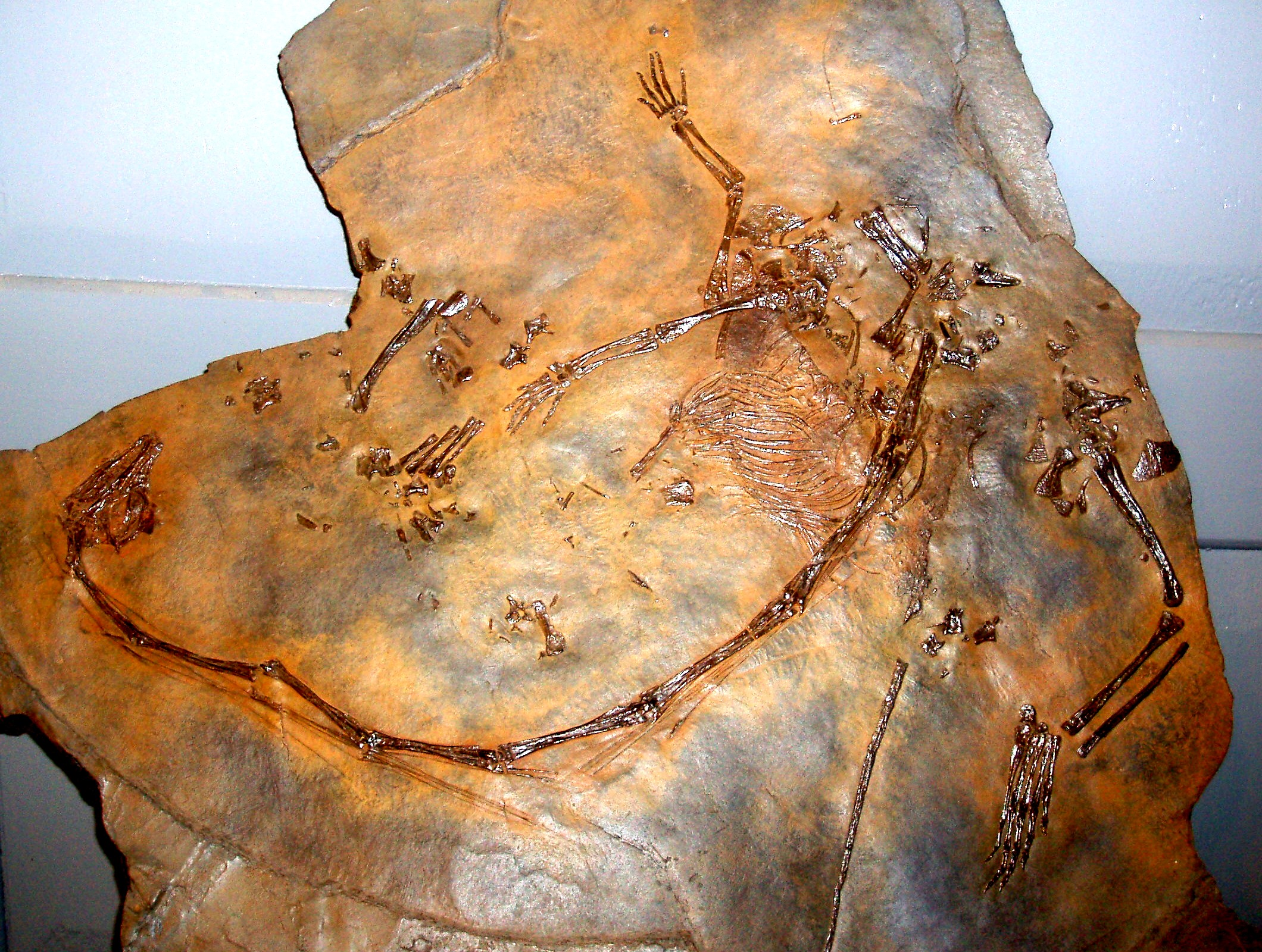
Ископаемые остатки Tanystropheus longobardicus из

В сентябре 1929 года, немецкий палеонтолог Бернард Пейер обнаружил почти полный скелет в сланцевых породах горы Сан-Джорджо кантона Тичино. Эта находка помогла пролить свет на открытия Майера и Бассани. Tribelesodon оказался не летающей рептилией, а животным с ящерицевидным телом и необычайно длинной шеей: хвостовые позвонки экземпляра Майера и фаланги, описанные Бассани на самом деле были шейными позвонками.
В 1974 году немецкий палеонтолог Руперт Вилд опубликовал монографию об этой рептилии.
На рубеже 1970-х и 1980-х годов (и в 2000-х годах) Миланский музей естественной истории проводил комплексные раскопки на границе коммуны Безано (Италия) и кантона Тичино (Швейцария), в частности, для восстановления коллекций ископаемых триаса, которые были почти полностью разрушены во время бомбардировок союзников во время Второй мировой войны. В результате раскопок были обнаружены многочисленные остатки танистрофеев.
В 2005 году, при анализе одного из обнаруженных экземпляров с горы Сан-Джорджо (MCSN 4451), итальянский палеонтолог Сильвио Ренесто (итал. Silvio Renesto) обнаружил отпечатки мышц и кожи животного.

## Образ жизни
Благодаря необычно длинной и довольно жёсткой шее, танистрофеев часто считают водными или полуводными рептилиями. Доказательством этой теории служит то, что окаменелости этого животного встречаются в отложениях, образовавшихся в полуводной среде, где редко встречаются окаменелые остатки наземных рептилий. Из-за наличия узкой и длинной морды и большого количества острых зубов, можно предположить, что Tanystropheus вёл хищнический образ жизни, охотясь на рыб и головоногих моллюсков. Это подтверждает тот факт, что в области желудков некоторых экспонатов обнаружены остатки рыбьей чешуи, а также, роговые челюсти и обломки раковин белемнитов. У небольших экземпляров (возможно, это молодые особи) имелись трёхвершинные зубы, что может указывать на насекомоядную диету.
По другой версии, следы кожи и других мягких тканей, обнаруженные на образце MCSN 4451 из Швейцарии, указывают на то, что танистрофеи обитали на берегу водоёмов. Об этом свидетельствуют вкрапления карбонатов, появившиеся в результате разложения белков в стоячей воде. Особенно много таких вкраплений в основании хвоста, что предполагает наличие значительной мышечной массы в задней части тела. Кроме того, мощные задние лапы придавали дополнительный вес, что обеспечивало устойчивость животного при маневрировании шеей. Образец также даёт представление о строении кожи животного; танистрофеи были покрыты ромбовидными чешуйками, которые не перекрывали друг друга.
Исследования же 2007 года доказывают обратное. Tanystropheus, вероятно, был отменным пловцом и бо́льшую часть жизни проводил в воде. Строение шейных позвонков указывает на то, что шея животного была малоподвижной в вертикальной плоскости. Танистрофеи могли охотиться на добычу, медленно плывя, вытянув вперёд шею. Однако, это предполагает, что хищник должен был быть довольно быстрым, чтобы схватить добычу. Но морфология шеи указывает на то, что она была довольно медлительной.

## Классификация

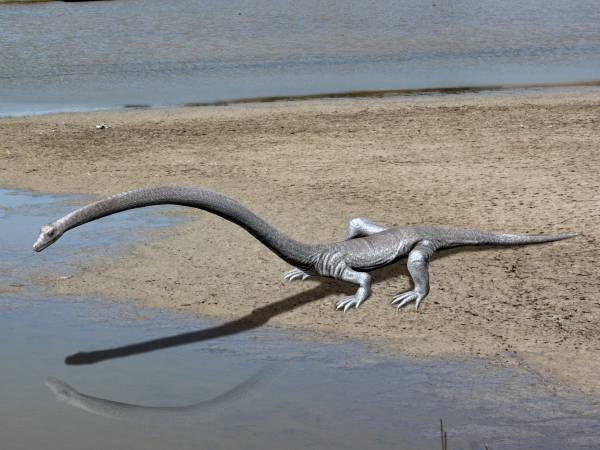
Современная реконструкция Tanystropheus longobardicus

Представители рода известны из отложений Европы, Среднего Востока и Китая.
- Tanystropheus biharicus Jursak[венг.], 1975 — Румыния
- Tanystropheus conspicuus Meyer, 1855typus — Германия, Франция
- Tanystropheus hydroides Spiekman et. al., 2020 — итало-швейцарская граница[9]
- Tanystropheus fossai Wild, 1980 — Италия
- Tanystropheus haasi Rieppel[нем.], 2001 — Израиль
- Tanystropheus longobardicus Bassani, 1886 — Италия, Китай
- Tanystropheus meridensis Wild[нем.], 1980 — Швейцария

Также к таксону относят следующие виды в статусе nomen dubium: Nothosaurus blezingeri Fraas, 1896, Tanystrophaeus posthumus Huene, 1908.

## В массовой культуре
Танистрофей показан в научно-популярном сериале «Прогулки с морскими чудовищами» как сугубо морская рептилия. Создатели фильма изобразили его передвигающимся под водой необычным образом — он как бы идёт по дну, отталкиваясь задними лапами. Кроме того, он показан обладающим способностью к автотомии, хотя палеонтологические находки этого не подтверждают. К тому же, если он действительно обитал в водной среде, способность к автотомии принесла бы ему больше вреда, чем пользы: кровь, попадавшая в воду, не могла не привлекать акул, и танистрофей, отбросив хвост, чтобы избавиться от одного хищника, неминуемо должен был стать жертвой других.